# Semion Cojuhari
Semion Cojuhari (n. 1 mai 1904 – d. 28 ianuarie 1995) a fost un politician sovietic moldovean, președinte al Sovietului Suprem al RSS Moldovenești de la 26 martie 1951 până la 17 aprilie 1959.

## Biografie
S-a născut în 1904 sau 1905 în localitatea Serbulovca Mare (pe atunci, sat cu un important element moldovenesc) din ținutul Elisavetgrad, gubernia Podolia, Imperiul Rus (azi în Ucraina). A devenit membru al PCUS în 1931.
În perioada anilor 1929-1960 a fost: membru al Komsomolului, în comitetul raional Grigoriopol al PC, ulterior în aparatul Comitetului Central al PC al RSSM, participant la războiul germano-sovietic, șef al departamentului de propagandă al Comitetului din Chișinău al Partidului Comunist din Ucraina, șef al departamentului de școli și instituții de învățământ al Comitetului Central al Partidului Comunist al RSS Moldovenești, prim-secretar al Comitetului orășenesc din Chișinău al Partidului Comunist al RSS Moldovenești, prim-secretar al Comitetul raional din Chișinău al Partidului Comunist al RSS Moldovenești, în aparatul Comitetului Central al Partidului Comunist, președinte al Consiliului Suprem al RSS Moldovenești, președintele comitetului executiv al orașului Bender (Tighina).
A fost ales deputat al Sovietului Suprem al RSS Moldovenești de convocarea a II-a, a III-a, a IV-a și a V-a.
A murit la Chișinău după anul 1985.

## Legături externe
- ru Кожухарь Семён Тимофеевич (Cojuhari Semion) la Справочник по истории Коммунистической партии и Советского Союза 1898 - 1991